# Ronald Brown
Ronald Brown (2 de setembro de 1995) é um jogador de rugby sul-africano, que joga na posição de back.

## Carreira
Brown competiu no torneio masculino nas Olimpíadas de Verão de 2020. Em 2022, ele fez parte da equipe sul-africana que conquistou sua segunda medalha de ouro nos Jogos da Commonwealth em Birmingham.
Ele foi originalmente nomeado como reserva itinerante, mas mais tarde foi chamado para substituir o lesionado Quewin Nortje, e portanto competiu pela África do Sul nas Olimpíadas de Verão de 2024 em Paris, conquistando a medalha de bronze.